# Rozman
Rozman [rózman] je 20. najbolj pogost priimek v Sloveniji, ki ga je po podatkih Statističnega urada Republike Slovenije na dan 31. decembra 2007 uporabljalo 2.987 oseb, na dan 1. januarja 2011 pa 3.003 osebe

## Znani nosilci priimka
- Aleš Rozman, zdravnik, direktor bolnišnice Golnik
- Alojzij Rozman (1911—1982), rimskokatoliški duhovnik in prosvetni delavec
- Andrej Rozman (*1947), literarni zgodovinar - slovakist, prevajalec, univ. prof.
- Andrej Rozman-Roza (*1955), pesnik, igralec, gledališčnik, režiser, dramatik, mladinski pisatelj
- Andrej Rozman (*1956), pravnik
- Anže Rozman (*1989), (filmski) skladatelj, aranžer
- Blaž Rozman (*1944), zdravnik internist, univ. profesor, akademik
- Bogomir Rozman (*1928), tekstilni gospodarstvenik
- Boris Rozman (1955—1994), zgodovinar, arhivist
- Božo Ć.(eranić) Rozman, arhitekt
- Branko Rozman (1925—2011), duhovnik, pesnik, dramatik, urednik
- Ciril Rozman (*1929), zdravnik hematolog, ambasador znanosti
- Črtomir Rozman, agrarni ekonomist, prof.
- Damjana Rozman (*1960), biokemičarka, molekularna biologinja, medicinska raziskovalka, prof. MF
- Drago Vit Rozman (*1961), kipar ...
- Franc Rozman (več oseb)
  - Franc Rozman - Stane (1912—1944), španski borec, partizanski komandant, general
  - Franc Rozman (*1941), zgodovinar, univ. profesor
  - Franc Rozman (*1947), balinar
  - Franc Rozman (*1949), fizik, računalničar, inovator, publicist
  - Franc(i) Rozman (*1965), matematik, ravnatelj Gimnazije Kranj
- France Rozman (1897—1931), duhovnik, teolog (dr.)
- France Rozman (1931—2001), teolog, biblicist, prevajalec, profesor
- Gregor Rozman (*1974), pesnik, pisatelj, računalniški (intermedijski) umetnik
- Irena Rozman Fattori, krajinska arhitektka
- Ivan Rozman (1873—1960), esejist, aforist, dramatizator, publicist
- Ivan Rozman (1893—1970), tovarnar
- Ivan Rozman (*1953), elektrotehnik, univ. profesor, rektor
- Jan Rozman (*1991), koreograf, plesalec, performer, improvizator, umetniški vodja
- Janez Rozman (1832—1909), duhovnik in karitativni delavec
- Janez Rozman, lik Primoža Trubarja (igralec)
- Janez Nepomuk Rosman(n)/Rozman (1774—1837), pravnik in politik, župan Ljubljane
- Jože Rozman (*1951), vinski publicist, pisec o vinu in kulinariki, somelje, degustator
- Jože Rozman (1902—1990), kovinar in sindikalni organizator
- Jože Rozman (1955—1991), alpinist, ponesrečil se je skupaj z Marijo Frantar
- Jožef Rozman Celovški (1870—1941), duhovnik in publicist, politik
- Jožef Rozman Konjiški (1812—1874), duhovnik in nabožni pisatelj
- Jožef Rozman Trebanjski (1801—1871), duhovnik in nabožni pisatelj
- Jure Rozman, pianist in bobnar
- Ksenija Rozman (1935—2024), umetnostna zgodovinarka, kustosinja Narodne galerije
- Lojze Rozman (1930—1997), filmski in gledališki igralec
- Ludvik Rozman (*1955), agronom
- Luka Rozman, arheolog
- Marjan Rozman (1906—1993), zdravnik internist
- Martina Rozman Salobir, bibliotekarka
- Mateja Pevec Rozman, ekonomistka, teologinja, filozofinja, prof. TEOF, predstojnica enote v Mb 2014-18
- Matija Rozman (*1961), igralec
- Matjaž Rozman (*1987), nogometaš
- Miro Rozman, elektrotehnik, razvojnik in politik
- Nika Rozman (*1985), igralka
- Robert Rozman, računalnikar?
- Rok Rozman (*1988), veslač, naravovarstvenik
- Rudi Rozman (*1942), ekonomist, univ. profesor
- Sanja Rozman (*1956), zdravnica, pisateljica, publicistka, terapevtka
- Smiljan Rozman (1927—2007), pisatelj, dramatik, igralec in slikar
- Sonja Rozman (1934—2010), telovadka
- Stane Rozman (*1960), zgodovinar, muzealec, športnik atlet (tekač dolgoprogaš)
- Tatjana Rozman (*1964), filozofinja, gimnazijska profesorica v Celju, publicistka
- Vilko Rozman (1912—2006), pravnik, strokovnjak za delovno pravo
- Vinko Rozman (1938—2003), arhitekt, oblikovalec pohištva, lesarski strokovnjak
- Zoran Rozman, hokejist